# Barocco
Barocco ist ein französischer Spielfilm des Regisseurs André Téchiné aus dem Jahr 1976. In dem Thriller ist Gérard Depardieu in einer Doppelrolle zu sehen. Der Film wurde von Les Films de la Boétie, Sara Films und Sunchild Productions produziert und ist in Deutschland auch unter den Titeln Mord um Macht (ursprünglicher Videotitel) und Barocco – Mord um Macht (Fernsehtitel) bekannt.

## Handlung
Während einer Wahl versucht die Zeitung des Verlegers Walt, den Kandidaten der Sozialistischen Partei mit einer angeblichen homosexuellen Affäre mit dem Boxer Samson zu diskreditieren. Unterstützung bekommt Walt durch eine Gruppierung, die Samson Geld anbietet. Die Partei des Kandidaten bekommt jedoch Wind davon und zahlt ihm die gleiche Summe, damit er schweigt und das Land mit seiner Freundin Laure verlässt, die ihn – den finanziellen Vorteil vor Augen – zur Tat angestiftet hatte. Auf dem Bahnhof wird er jedoch von einem angeheuerten Auftragsmörder der Gruppierung daran gehindert und aufgrund der Tatsache, dass er das Geld nicht hat, erschossen.
In Wirklichkeit hat die schöne Laure das gesuchte Geld versteckt, und Samsons Mörder spürt sie auf der Flucht auf, um in dessen Besitz zu gelangen. Da der Killer viel Ähnlichkeit mit Samson aufweist, verliebt sich Laure immer mehr in ihn. Auch der Killer erwidert ihre Liebe, und das Mädchen versucht, ihm bei seiner eigenen Flucht behilflich zu sein. Der Mörder hatte Samson nicht töten, sondern nur an der Ausreise hindern sollen, weshalb sein Auftraggeber Gauthier nach ihm suchen lässt. Beide wollen auf einem Passagierschiff das Land verlassen, das auch der Zeitungsverleger Walt besteigt. An den Docks kommt es zum Finale: Walt wird von einem Scharfschützen erschossen, Laure und ihr neuer Liebhaber, der sich versteckt hielt, besteigen rasch das Schiff.

## Kritiken
„Weniger ein Politthriller als ein märchenhaft übersteigertes Vexierspiel um Manipulierbarkeit und Identitätsfindung“, befand das Lexikon des internationalen Films. Barocco sei bisweilen langatmig, aber dennoch „ein Filmgedicht von hohem ästhetischem Reiz“.

## Auszeichnungen
Téchinés Film galt 1977 bei der Verleihung des Césars als großer Favorit und führte das Feld der Anwärter auf den nationalen Filmpreis Frankreichs mit neun Nominierungen an. Barocco unterlag jedoch in den wichtigen Kategorien bester Film und Regie Joseph Loseys Drama Monsieur Klein. Ausgezeichnet wurde wie schon bei der ersten Auflage des Filmpreises ein Jahr zuvor Nebendarstellerin Marie-France Pisier für den Part der Nelly sowie die Leistungen von Kameramann Bruno Nuytten und Filmkomponist Philippe Sarde. Weitere Nominierungen gab es für Isabelle Adjani als beste Hauptdarstellerin, die ihrer Landsmännin Annie Girardot (Dr. med. Françoise Gailland) unterlag, sowie die Filmeditorin Claudine Merlin, den Tongestalter Paul Lainé und den Szenenbildner Ferdinando Scarfiotti.

## Synchronisation
| Rolle                   | Darsteller         | Synchronsprecher  |
| ----------------------- | ------------------ | ----------------- |
| Laure                   | Isabelle Adjani    | Madeleine Stolze  |
| Samson / Samsons Mörder | Gérard Depardieu   | Heiner Lauterbach |
| Walt                    | Jean-Claude Brialy | Fred Maire        |
| Jules                   | Claude Brasseur    | Norbert Gastell   |